# سانكوفا
سانكوفا (بالإنجليزية: Sankofa)‏ فيلم دراما إثيوبي من كتابة وإخراج هايلي جيريما سنة 1993. يتطرق الفيلم لتجارة العبيد عبر الأطلسي.
معنى كلمة «سانكوفا» مشتق من اللغة الأكانية في غانا، والتي تعني «العودة والسعي وتجميع الحكمة والقوة والأمل»، وتؤكد على أهمية الذاكرة كدولة يجب ألا يهرب فيها المرء من الماضي للتقدم إلى المستقبل.
تم ترشيح الفيلم لجائزة الدب الذهبي في مهرجان برلين السينمائي الدولي الثالث والأربعين.

## روابط خارجية
- سانكوفا على موقع IMDb (الإنجليزية)
- سانكوفا على موقع روتن توميتوز (الإنجليزية)
- سانكوفا على موقع ألو سيني (الفرنسية)
- سانكوفا على موقع Turner Classic Movies (الإنجليزية)
- سانكوفا على موقع أول موفي (الإنجليزية)
- سانكوفا على موقع فيلمافينيتي (الإسبانية)
- سانكوفا على موقع قاعدة بيانات الفيلم (الإنجليزية)
- سانكوفا على موقع ليتربوكسد (الإنجليزية)
- سانكوفا على موقع كينوبويسك (الروسية)